# Tabaco clandestino

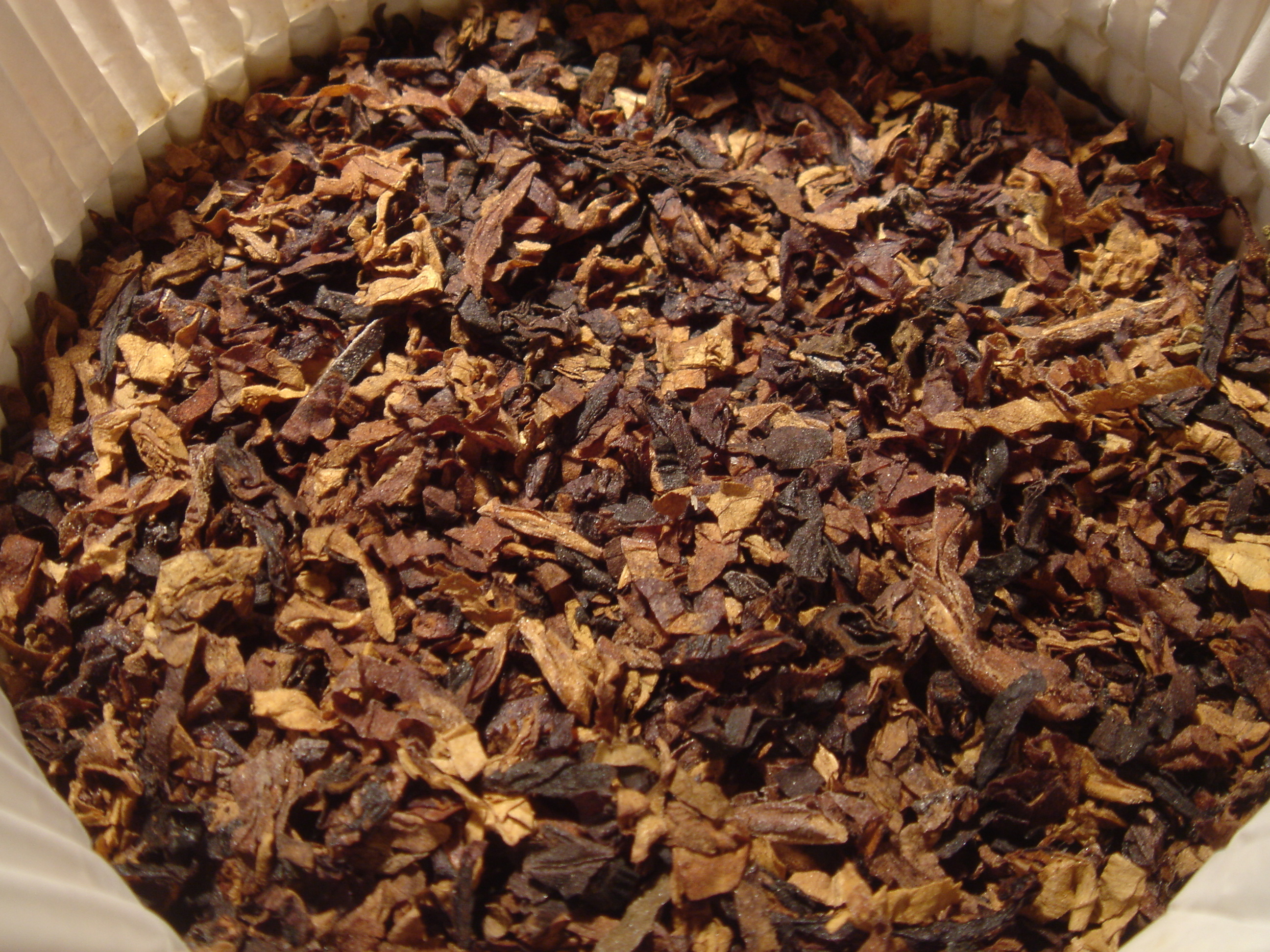
Tabaco

Tabaco clandestino é tabaco ilegal não tributado, como o cultivado em casa. A prática de usar este tabaco surgiu como  uma forma de fugir aos altos impostos e taxas de consumo aplicadas ao tabaco, reduzindo drasticamente o seu custo em comparação aos produtos comercializados legalmente.
Na Austrália, chama-se «Chop-chop» (picado ou cortado) e também  «loose tabacco» (tabaco solto). A indústria do chop-chop é, por definição, ilegal e não é regulamentada. 
É considerado pelo consumidor um produto inferior ao tabaco legal em termos de sabor, mas atraente, pelo seu reduzido valor em relação ao tabaco legal.

## Mercado
Estima-se que, em maio de 2018, na Austrália sejam vendidas cerca de 864 toneladas de tabaco clandestino por ano, o que representa cerca de 40% do mercado legal australiano total de tabaco solto, de 2.150 toneladas por ano. No ano anterior, o Australian Taxation Office apreendeu 117 toneladas. O valor do mercado varia entre a KPMG, com 1,6 mil milhões de dólares, e a Rohan Pike Consulting, com 3,8 mil milhões de dólares por ano.

## Preocupações com a saúde
O tabaco clandestino é, por alguns, visto como mais saudável do que o tabaco de marca produzido em massa. Contudo, diversas pesquisas sugerem que este tabaco não regulamentado possui , normalmente, contaminantes, além de galhos e polpa de algodão cru, feno, folhas de repolho, aparas de relva e produtos de cloretos. Também se podem encontrar nele bolor e fungos nas amostras deste produto ilegal. 
Outra alegação é que fumar chop-chop tem o potencial de causar doenças mais graves do que o tabaco de marca  e possível fatalidade para aqueles que o usam. Afirma-se tal, em grande parte, devido à probabilidade, relativamente alta, de contaminação fúngica, sugerida por terem sido encontradas elevadas doses de fungos nas amostras retiradas. Esses fungos podem causar respostas tóxicas nos pulmões, fígado, rins e pele, com doenças que vão desde reações alérgicas, bronquite crónica e asma até ao cancro de pulmão .

## Posse
Devido à sua natureza ilegal, o «chop-chop» é frequentemente transportado e armazenado de forma clandestina. Num incidente de 2007, um agente fiscal que inspeccionava uma residência em Mareeba, Queensland, reparou que o chão do quarto do proprietário parecia oco e descobriu um alçapão de aço accionado hidraulicamente que escondia um bunker subterrâneo que continha centenas de quilos de restos de tabaco ilegal.
Este tipo de tabaco também pode chegar ao mercado por meio de indivíduos ou grupos que compram folhas diretamente de produtores de tabaco. Estes processam-nas posteriormente para a venda e fornecem-nas a uma variedade de revendedores (como tabacarias, vendedores de mercado, cabeleireiros, jornaleiros e casas de leite) para revenda. O tabaco clandestino é geralmente vendido em lotes de meio quilo ou um quilo, embalados em sacos plásticos transparentes em forma de folhas soltas.

## Origens do termo
O termo «chop-chop» foi cunhado em meados da década de 1890 por funcionários de uma fabricante australiana de tabaco, a WD &amp; HO Wills Australia Limited, na tentativa de combater o comércio ilegal. O termo vem do processo de produção dos produtores ilícitos — simplesmente cortar as folhas de tabaco curadas.
A palavra «chop», no inglês, é um verbo com o significado de cortar, o que faz sentido, uma vez que este tabaco ilícito é cortado.[carece de fontes?]

## Trabalhos citados
- Bittoun, Renée (dezembro de 2004). The Medical Consequences of Smoking "Chop-Chop" Tobacco (PDF) (Relatório). Commonwealth Department of Health and Ageing. Cópia arquivada (PDF) em 2 de junho de 2011